# Альпиний Магн Евмений
Альпиний Магн Евмений (лат. Alpinius Magnus signo Eumenius) — римский политический деятель первой половины IV века.
Евмений происходил из сицилийского города Лилибей. Между 317 и 324 годом он занимал должность презида (наместника) Корсики. Между 324 и 326 годом Евмений находился на посту корректора провинции Лукания и Бруттий. После 324 года он был консуляром Сицилии, причем он был назначен на эту должность после того, как был корректором. Евмений был патроном своего родного города.